# Jacques Bellenger
Jacques Paul Gaston Bellenger (ur. 25 grudnia 1927 w Amiens, zm. 24 października 2020 w Épagny-Metz-Tessy) – francuski kolarz torowy i szosowy, dwukrotny medalista mistrzostw świata.

## Kariera
Pierwszy sukces w karierze Jacques Bellenger osiągnął w 1949 roku, kiedy zdobył srebrny medal w sprincie indywidualnym amatorów podczas mistrzostw świata w Kopenhadze. W zawodach tych wyprzedził go jedynie Australijczyk Sidney Patterson. Taki sam wynik Francuz uzyskał na rozgrywanych dwa lata później mistrzostwach świata w Mediolanie, tym razem ulegając tylko Regowi Harrisowi z Wielkiej Brytanii. Bellenger wielokrotnie zdobywał medale torowych mistrzostw Francji, w tym siedem złotych. W 1948 roku wystąpił na igrzyskach olimpijskich w Londynie, gdzie rywalizację w sprincie indywidualnym zakończył już w eliminacjach.